# Công tước xứ Berwick
Công tước xứ Berwick (/ˈbɛrɪk/) (tiếng Anh: Duke of Berwick; tiếng Tây Ban Nha: Duque de Berwick) là một tước hiệu được tạo ra trong Đẳng cấp quý tộc Anh vào ngày 19 tháng 3 năm 1687 và được trao cho James FitzJames, con trai ngoài giá thú của Vua James II và Arabella Churchill. Tên của tước hiệu đề cập đến thị trấn Berwick-upon-Tweed ở Anh, gần biên giới với Scotland.
Các tước vị Nam tước Bosworth và Bá tước xứ Tinmouth được tạo ra cùng lúc và chúng là tước hiệu phụ. Vì là người theo phái Jacobite nên Công tước thứ nhất đã không nhận được Lệnh triệu tập để đảm nhận vị trí của mình trong Viện Quý tộc sau năm 1695, và do đó, tước hiệu này từ lâu đã được coi là không hoạt động. Tuy nhiên, vì việc tạo ra nó không được coi là một phần của quý tộc Jacobite bất hợp pháp và không có Lệnh bổ nhiệm nào được Quốc hội ban hành cho Công tước (mặc dù nó dành cho chính Công tước), danh hiệu này vẫn được một số người coi là tồn tại về mặt lý thuyết, mặc dù không hoạt động trong Đẳng cấp quý tộc Anh và có thể được những người thừa kế hợp pháp là nam giới yêu cầu được khôi phục.
Kể từ ngày 13 tháng 12 năm 1707, khi Felipe V của Tây Ban Nha xác nhận tước hiệu ở đất nước của mình và phong tước Grandee cho Công tước thứ nhất xứ Berwick, công tước cũng là tước hiệu thuộc giới quý tộc Tây Ban Nha. Tuy nhiên, không giống như tước vị ở Anh, tước hiệu Tây Ban Nha tuân theo quy tắc về quyền thừa kế tuyệt đối, cho phép phụ nữ kế vị nếu là con đầu lòng. Do đó, sau cái chết của Công tước Berwick thứ 10 vào tháng 9 năm 1953, người chỉ có một cô con gái, quyền kế vị đã chia thành hai dòng riêng biệt.
Tại thời điểm này, tước vị Anh được kế thừa bởi cháu trai của Công tước thứ 10, Don Fernando Fitz-James Stuart y Saavedra, Công tước thứ 19 xứ Peñaranda (1922–1971), và sau đó là con trai của Fernando Don Jacobo Fitz-James Stuart y Gómez, Công tước thứ 20 xứ Peñaranda (sinh năm 1947), người trở thành Công tước xứ Berwick thứ 12 vào năm 1971. Người thừa kế của Công tước là em trai của Công tước thứ 12 Don Luis Fitz-James Stuart y Gómez, Hầu tước thứ 14 xứ Valderrábano (sinh năm 1950). Theo luật ở Vương quốc Anh về quyền thừa kế nam giới, vì Jacobo và anh trai Luis không có con trai, nên người ta cho rằng tước hiệu quý tộc ở Anh đã bị bãi bỏ.
Ngược lại, vào năm 1953, tước hiệu Tây Ban Nha được kế thừa bởi con gái duy nhất của Công tước thứ 10 là Doña Cayetana Fitz-James Stuart, Nữ công tước thứ 18 xứ Alba (1926-2014), người vốn là Nữ công tước thứ 11 xứ Berwick. Khi bà qua đời vào năm 2014, con trai bà là Don Carlos Fitz-James Stuart, Công tước thứ 19 xứ Alba (sinh năm 1948) đã kế vị tước hiệu. Người thừa kế rõ ràng của công tước là con trai cả của ông là Don Fernando Fitz-James Stuart, Công tước thứ 17 xứ Huéscar (sinh năm 1990).